# 北部湾海马
北部湾海馬為海龍魚科下一種。北部湾海马于海南海岸、北部湾周围发现，生活在15米深的近海浅滩水域，与其他海马相似，以底栖或浮游的小型甲壳动物为食，如桡足类、虾、糠虾科。卵胎生，雄性孵育后代。体长可达13.3厘米。

## 扩展阅读
- WoRMS （页面存档备份，存于）